# لن الوم
لن الوم (انگلیسی: Len Allum; ۱۶ ژوئیهٔ ۱۹۰۷ – ۱۵ مهٔ ۱۹۸۰) بازیکن فوتبال اهل بریتانیا بود.